# Bemlos teleporus
Bemlos teleporus är en kräftdjursart. Bemlos teleporus ingår i släktet Bemlos och familjen Aoridae. Inga underarter finns listade i Catalogue of Life.